# Emmanuel Frémiet
Emmanuel Frémiet (Parigi, 6 dicembre 1824 – Parigi, 10 settembre 1910) è stato uno scultore francese.
Egli è famoso per la sua scultura di Giovanna d'Arco sita a Parigi e delle sue statue sorelle site a Filadelfia e Portland negli Stati Uniti, oltre che del monumento a Ferdinand de Lesseps a Suez.

## Biografia
Era nipote di Rude, di cui fu anche allievo, e si dedicò subito alla scultura di animali. Il suo primo lavoro consistette nella realizzazione di litografie di argomento scientifico, e per un certo periodo, in momenti di avversità, esercitò la raccapricciante professione di pittore all'obitorio. Nel 1843 egli inviò al Salon di Parigi uno studio di una gazzella, e dopo tale data ebbe l'opportunità di lavorare con grande continuità. I suoi Orso ferito e Cane ferito vennero creati nel 1850, e il Museo del Lussemburgo si assicurò questo esempio del suo lavoro.
Negli anni cinquanta del XIX secolo, Frémiet produsse diverse opere riguardanti Napoleone III.  Nel 1853, "il più famoso scultore di animali dei suoi tempi", espose alcune sculture in bronzo del Basset hound di Napoleone III al Salon di Parigi. Subito dopo, dal 1855 al 1859 gli vennero commissionate una serie di statuette di argomento militare per lo stesso Napoleone III, nessuna delle quali è giunta fino a noi. Egli realizzò la statua equestre di Napoleone nel 1868 e nel 1869 quella di Luigi d'Orleans (posta nel Castello di Pierrefonds). In questo periodo realizzò anche i cavalli marini della fontana dell'Osservatorio di Parigi. Nel 1874 fu la volta della prima statua equestre di Giovanna d'Arco eretta in Place des Pyramides a Parigi. Successivamente questa venne sostituita da una nuova versione della statua nel 1889, eseguita su commissione di Daniel Iffla. Durante questo periodo eseguì anche Pan e il cucciolo di orso, anch'essa acquistata dal Museo del Lussemburgo e dal 2005 esposta al Museo d'Orsay.
Nello stesso tempo espose il Gorilla che rapisce una donna che ottenne una medaglia d'onore al Salon di Parigi del 1887. Sebbene lodata a suo tempo, l'opera viene ora ritenuta ridicola, da parte di alcuni osservatori, per la raffigurazione di un gorilla che rapisce una donna nuda. Comunque, questa scultura ha catturato l'immaginazione del pubblico, come testimoniano le caricature apparse nei decenni successivi in varie riviste satiriche internazionali.
Dello stesso genere è il suo Orango selvaggio del Borneo del 1895, una commissione del Museo di Storia Naturale di Parigi. Frémiet realizzò anche la statua dell'Arcangelo Michele per la guglia della chiesa di St. Michel, e la statua equestre di Diego Velázquez per il Jardin de l'Infante al Louvre. Nominato Ufficiale della Legion d'onore nel 1878, divenne membro della Académie des beaux-arts nel 1892 e succedette ad Antoine-Louis Barye come professore di disegno animale al Museo di Storia Naturale di Parigi.
Emmanuel Frémiet morì a Parigi e venne sepolto nel cimitero di Passy.

## Opere (parziale)
- Orso ferito (1850)
- Cane ferito (1850)
- Statua equestre di Napoleone Bonaparte (1868)
- Statua equistre di Luigi d'Orleans (1869)
- Cavalli marini della fontana dell'Osservatorio, Parigi
- Statua equestre di Giovanna d'Arco, Place des Pyramides, Parigi (1874)
- Cattura di un giovane elefante, museo d'Orsay, Parigi (1878)
- Gorilla che rapisce una donna (1887)
- Statua equestre di Giovanna d'Arco, Place des Pyramides, Parigi (1889)
- Pan e i cuccioli di orso, Museo d'Orsay, Parigi (1889)
- Orang-utang che strangola un selvaggio del Borneo, Galerie de Paléontologie et d'Anatomie comparée du Muséum national d'Histoire naturelle, Parigi, (1895)
- Arcangelo Michele per la guglia della chiesa di St. Michel, Parigi
- Statua equestre di Diego Velázquez, Jardin de l'Infante, Museo del Louvre, Parigi
- Le Dénicheur d'oursons, Jardin des Plantes, Parigi

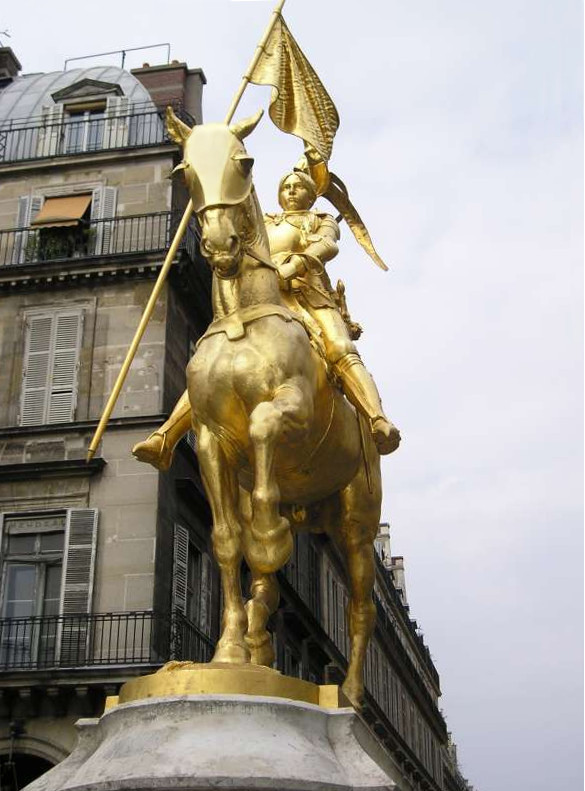
La statua equestre di Giovanna d'Arco a Parigi
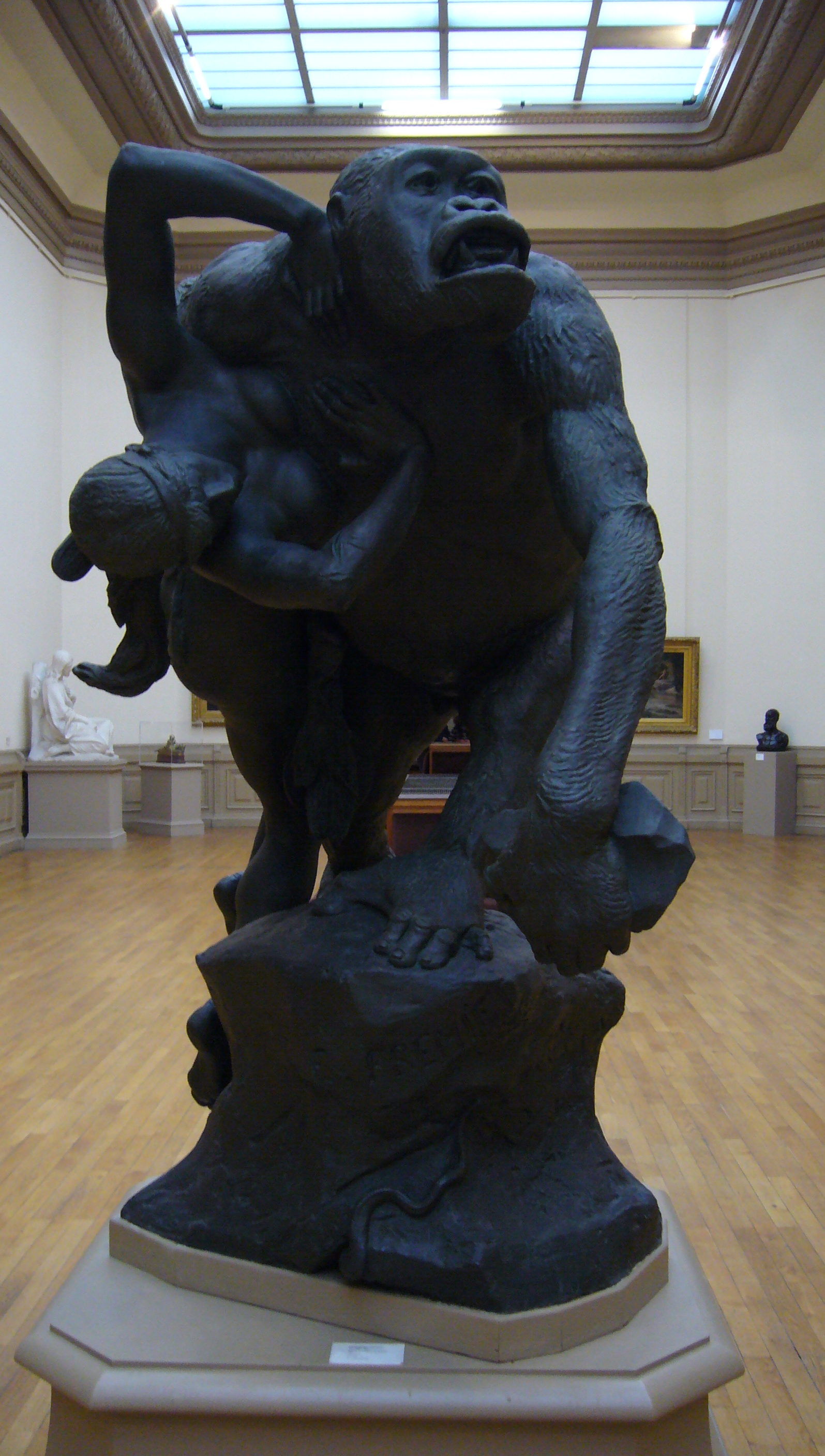
Gorilla che rapisce una donna
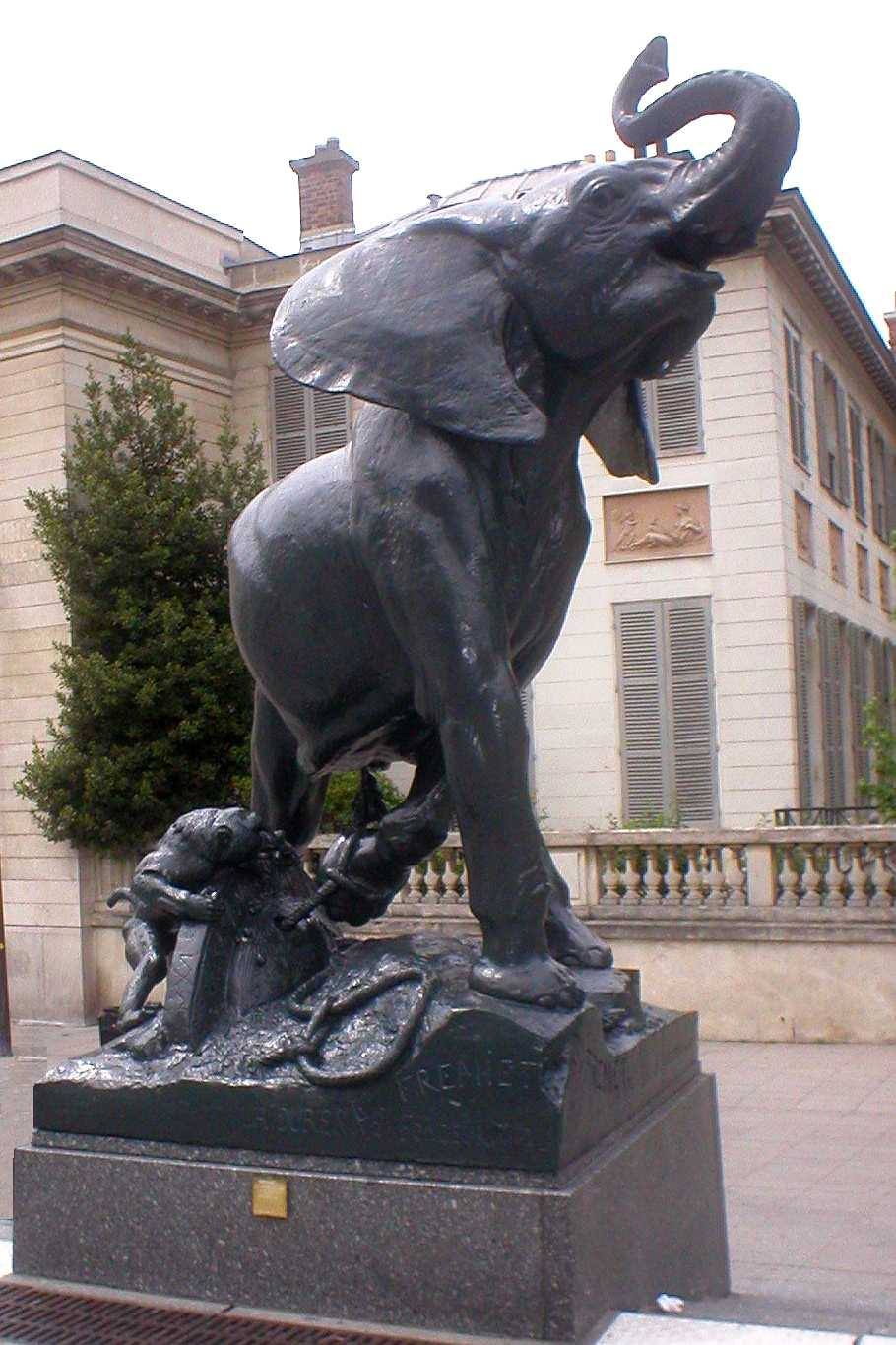
Elefante
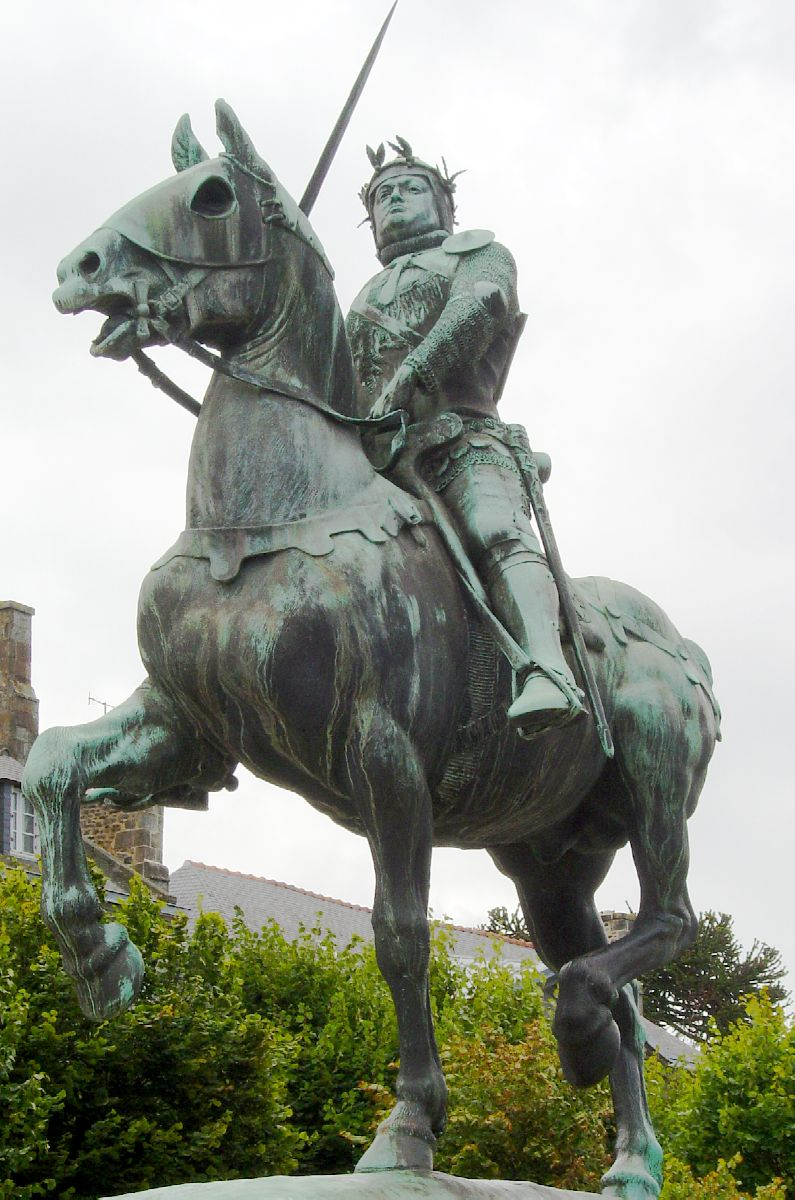
Du Guesclin Dinan
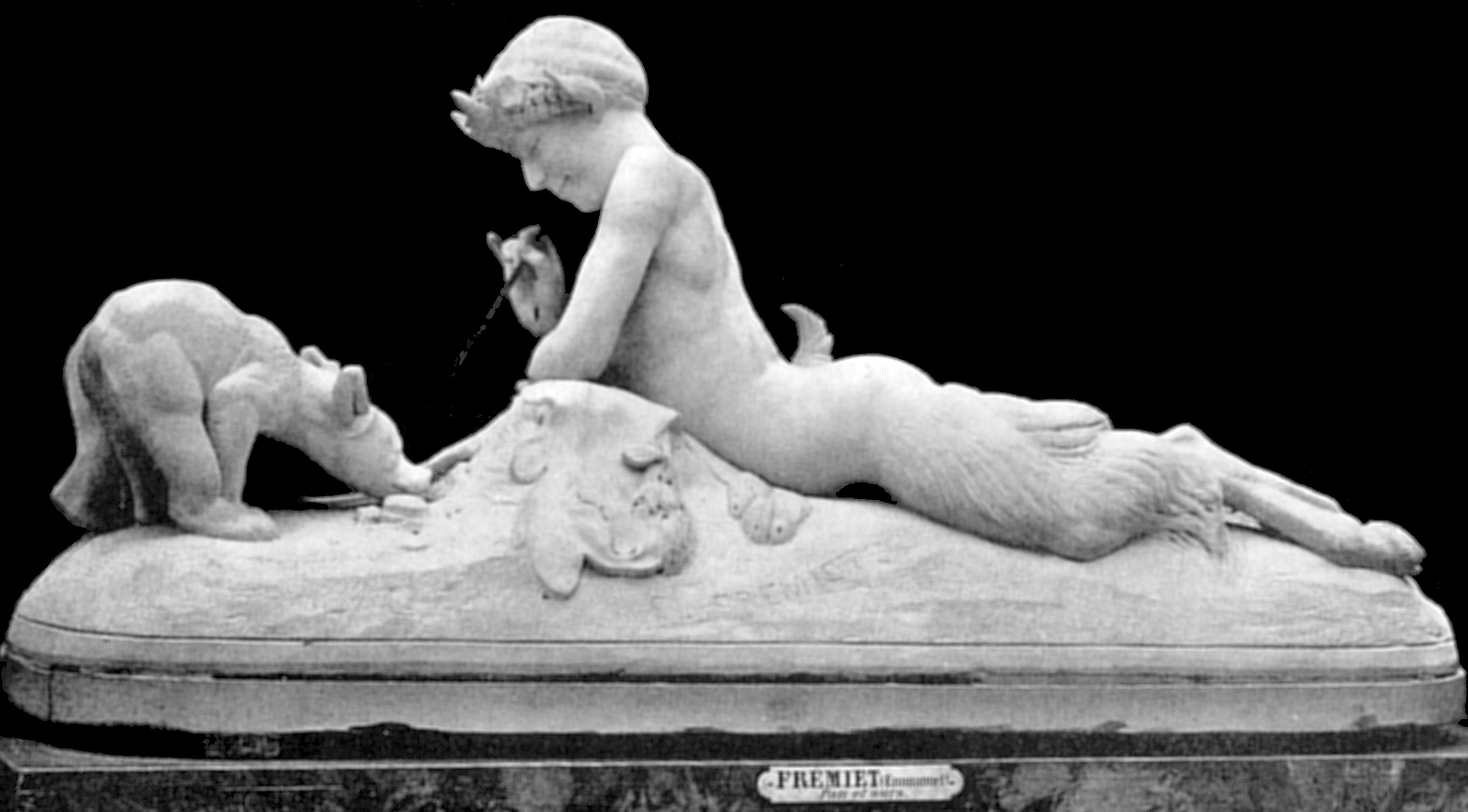
Pan e il cucciolo di orso
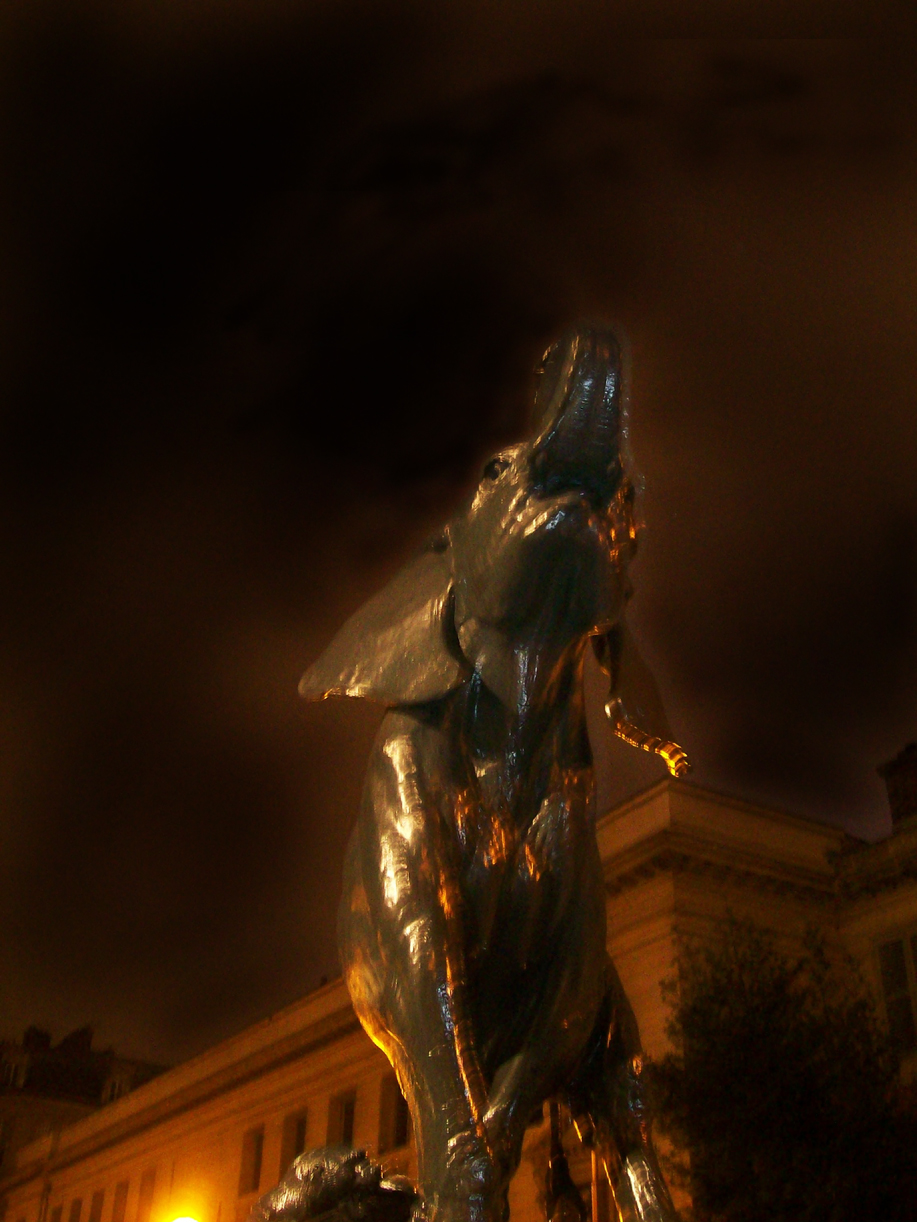
Statua dell'elefante all'esterno del Museo d'Orsay
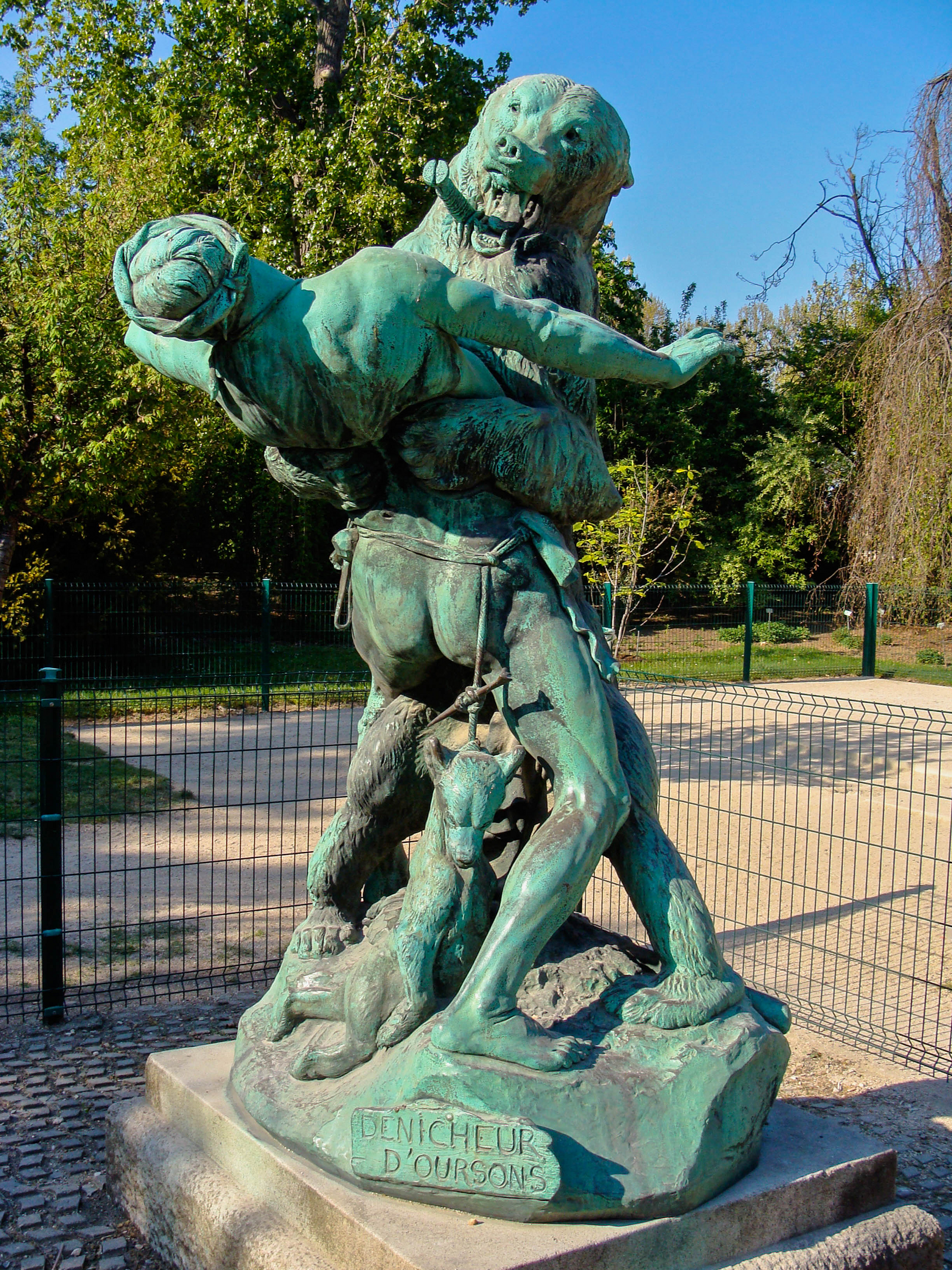
Le Dénicheur d'oursons
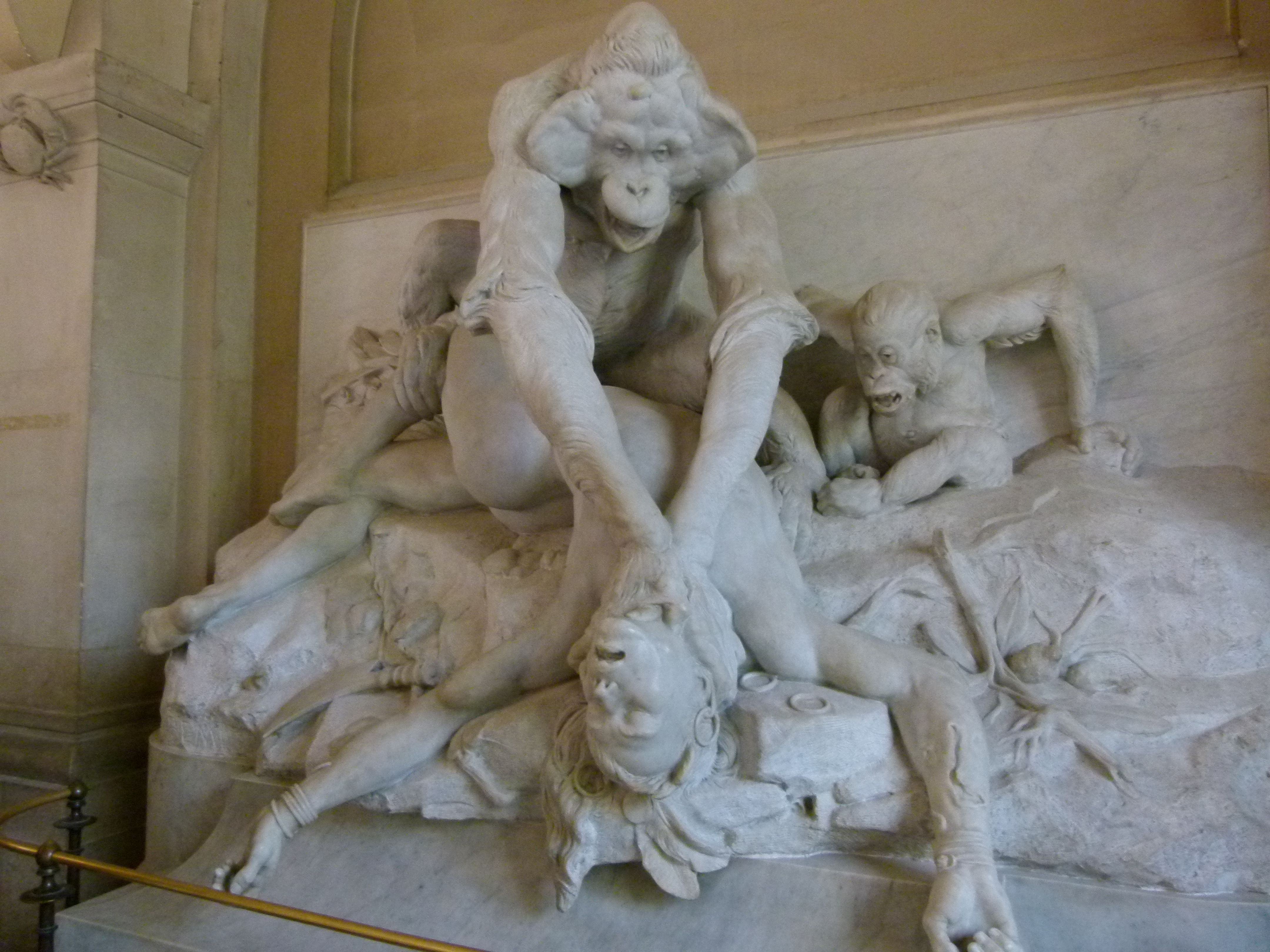
Orang-utang che strangola un selvaggio del Borneo (1895)